# Literatură pentru fete
Literatura pentru fete  este un tip de literatură care este situată între literatura pentru copii și literatura pentru tineret. Ea este adresată fetelor adolescente în perioada de pubertate, ea satisface curiozitatea și dorințele fetelor într-o anumită fază de dezvoltare. Acest tip de literatură a apărut prin secolul XVIII, fiind socotită ca o necesitate de a pregăti și instrui fetele din punct de vedere moral, etic și casnic înainte de a întemeia o familie. Literatura caută să clarifice (prin exemple) fetelor rolul și datoria lor ca viitoare mame și soții. Această lteratură a contribuit în societate și la emanciparea femeii. Prin secolul XIX această imagine a femeii se va schimba, mai nou apare tipul femeii care nu este tot timpul supusă voinței soțului, ci caută să aibă o carieră și un rol de sine stătător în societate. Prin secolul XX tendința literaturii pentru fete se distanțează mult de stilul literaturii din trecut, creând imaginea unei femei independente care militează pentru drepturile ei în societate.